# Jad Kennedy
Jad Kennedy (hebrejsky: יד קנדי) je památník amerického prezidenta Johna Fitzgeralda Kennedyho, zavražděného v roce 1963, který se nachází v Izraeli v oblastní radě Mate Jehuda poblíž Jeruzaléma.
Památník je zhruba 20 metrů vysoký a má tvar poraženého stromu (pařezu), což symbolizuje brzké přerušení života. Uvnitř je busta prezidenta Kennedyho a uprostřed památníku hoří věčný plamen. Památník je tvořen 51 sloupy, z nichž každý nese emblém jednoho amerického státu (50 států a District of Columbia). Památník byl postaven v roce 1966 z prostředků darovaných americkými židovskými komunitami. Jeho autorem je izraelský architekt David Resnick.
Nachází se zhruba 11 kilometrů jihozápadně od centra Jeruzaléma a dá se k němu dojet po točité horské silnici přes mošavy Ora a Aminadav. Památník a sousedící pikniková prostranství jsou součástí Lesu míru Johna F. Kennedyho.